# Nurgasyr-Moschee (Aqtöbe)
Die Nurgasyr-Moschee (kasachisch Нұр Ғасыр мешіті) ist die größte Moschee in der kasachischen Großstadt Aqtöbe. Die Moschee befindet sich im Stadtzentrum der Stadt unweit der neuen Nikolaus-Kathedrale, deren Bau zeitgleich mit der Moschee begann. Errichtet wurde die Nurgasyr-Moschee zwischen 2006 und 2008.
Die Moschee wurde vom russischen Architekten Aiwar Sattarow entworfen, der auch die Kul-Scharif-Moschee in Kasan entworfen hatte. Die Gesamtkosten für den Bau der Moschee beliefen sich auf 1,7 Milliarden Tenge. Das Projekt wurde durch Spenden von Bürgern und Unternehmen finanziert. Die Eröffnung fand Ende September 2008 statt.
Die Mauern des Bauwerks sind aus weißem Marmor, die große Kuppel und die vier Kuppeln der Minarette der Moschee sind mit Gold überzogen worden. Die Gesamtfläche der Moschee beträgt 392 Quadratmeter. Die goldene Kuppel ist 38 Meter hoch, die vier Minarette sind jeweils 63 Meter hoch. Im ersten Stock sind Waschgelegenheiten für Frauen und Männer und eine Garderobe untergebracht. Im zweiten Stock befindet sich ein großer Gebetsraum für 1000 Männer, im dritten Stock befindet sich ein Gebetsraum für 500 Frauen. An wichtigen Feiertagen kann die Moschee Platz für bis zu 4000 Gläubige bieten. Zudem gibt es eine Koranschule und eine Bibliothek.